# Amiga-Magazin
Das Amiga-Magazin war eine von 1987 bis 2009 vom Markt+Technik Verlag herausgegebene Computerzeitschrift, die sich mit dem Heimcomputer Commodore Amiga beschäftigte.
Im Gegensatz zu Amiga Games oder Amiga Joker, die sich mit aktuellen Amiga-Spielen befassten, lag der inhaltliche Schwerpunkt des Amiga-Magazins auf sämtlichen Kategorien von Anwendungssoftware und auf der Hardware des Amiga. Die erste Ausgabe erschien 1987, kurz nach der Markteinführung des Amiga 500 in Deutschland. Das Magazin, das zeitweise einen Umfang von mehr als 300 Seiten pro Ausgabe erreichte, erschien bis zur Ausgabe 01/1998 als eigenständige Zeitschrift. Seitdem erschien es zunächst als 32-, dann kurzzeitig 8- und zuletzt wieder 16-seitige Beilage zur Zeitschrift PCgo, die im selben Verlag herausgegeben wird.
Die letzte Ausgabe war Nummer 07/2009, danach wurde das Magazin aus wirtschaftlichen Gründen eingestellt.

## Inhalt
Neben Vorstellung und Tests von Hard- und Software gab es oft Programmierwettbewerbe oder Programmlistings zum Abtippen.